# Nordform 90
Nordform 90, stiliserad som NordForm 90, var en nordisk utställning i Malmö 1990. Utställningen omfattade konsthantverk, industridesign, arkitektur, samt transport- och kommunikationsdesign. Arrangör var Malmö stad, bland medarrangörerna fanns Form/Design Center och Svensk Form. Projektansvarig var arkitekten Thomas Hellquist.
Nordform 90 ägde rum längs kajen vid Nordenskiöldsgatan mitt emot Skeppsbron och gamla posthuset. 